# NGC 7800
NGC 7800 is een onregelmatig sterrenstelsel in het sterrenbeeld Pegasus. Het hemelobject werd op 24 december 1783 ontdekt door de Duits-Britse astronoom William Herschel.

## Synoniemen
- UGC 12885
- MCG 2-1-7
- ZWG 433.12
- KUG 2357+145
- IRAS 23570+1431
- PGC 73177